# Districtul Strakonice
Okres Strakonice (Districtul Strakonice) se află în Regiunea Boemia de Sud (Jihočeský kraj) din Republica Cehă. Districtul se întinde pe o suprafață de 1.032 km², având 69.000 loc. Pe teritoriul lui se află 112 comune și 263 sate (cartiere). Teritoriul districtului este traversat de râul Otava care formează câteva lacuri mai mici (bălți).

## Orașe și comune
Bavorov - Bělčice - Bezdědovice - Bílsko - Blatná - Bratronice - Březí - Budyně - Buzice - Cehnice - Čečelovice - Čejetice - Čepřovice - Čestice - Číčenice - Doubravice - Drahonice - Drachkov - Drážov - Droužetice - Dřešín - Hajany - Hájek - Hlupín - Horní Poříčí - Hornosín - Hoslovice - Hoštice - Chelčice - Chlum - Chobot - Chrášťovice - Jinín - Kadov - Kalenice - Katovice - Kladruby - Kocelovice - Krajníčko - Kraselov - Krašlovice - Krejnice - Krty-Hradec - Kuřimany - Kváskovice - Lažánky - Lažany - Libějovice - Libětice - Litochovice - Lnáře - Lom - Mačkov - Malenice - Mečichov - Měkynec - Milejovice - Miloňovice - Mnichov - Mutěnice - Myštice - Nebřehovice - Němčice - Němětice - Nihošovice - Nišovice - Nová Ves - Novosedly - Osek - Paračov - Pivkovice - Pohorovice - Pracejovice - Předmíř - Přední Zborovice - Předslavice - Přechovice - Přešťovice - Radějovice u Netonic - Radomyšl - Radošovice - Rovná - Řepice - Sedlice - Skály - Skočice - Slaník - Sousedovice - Stožice - Strakonice - Strašice - Strunkovice nad Volyňkou - Střelské Hoštice - Škvořetice - Štěchovice - Štěkeň - Tchořovice - Truskovice - Třebohostice - Třešovice - Úlehle - Únice - Uzenice - Uzeničky - Vacovice - Velká Turná - Vodňany - Volenice - Volyně - Záboří - Zahorčice - Zvotoky